# Su Edrosu
Der Dolmen Su Edrosu ist das älteste Bauwerk des archäologischen Komplexes von Tamuli in der Provinz Nuoro auf Sardinien. Er wurde anfangs für den Rest eines Gigantengrabes gehalten. Die Kammer hat eine Länge von 2,2 und eine Breite von 1,75 Metern. Die Tragsteine aus Trachyt stützen die einzige Deckenplatte (Länge 1,35, Breite 1,05, Dicke 0,4 Meter). Die nach Südosten orientierte Anlage, deren sonstige Reste kaum erkennbar sind, hat eine Länge von etwa acht Metern.
Der Rest des archäologischen Komplexes von Tamuli wird in die Nuraghenzeit (Bronzezeit) datiert. Es sind zwei Gigantengräber und ein Nuragendorf.
Die Anzahl der Dolmen auf Sardinien ist mit etwa 220 relativ klein. Besser erhaltene Beispiele sind:
- Dolmen von Buddusò
- die vier Dolmen von Luras
- Motorra
- Runara
- S’Ena ’e sa Vacca
- Dolmen di Monte Acuto
- Sa Coveccada
- Sarbogadas